# STS-70
STS-70, voluit Space Transportation System-70, was een spaceshuttlemissie van de Discovery. Tijdens de missie werd de zevende en tevens laatste Tracking and Data Relay satelliet (TDRS-G) in een baan rond de aarde gebracht.

## Bemanning
| Positie            | Lancering                        | Landing                          |                              |
| ------------------ | -------------------------------- | -------------------------------- | ---------------------------- |
| Bevelhebber        | Terence Henricks 3e ruimtevlucht | Terence Henricks 3e ruimtevlucht |                              |
| Piloot             | Kevin Kregel 1e ruimtevlucht     | Kevin Kregel 1e ruimtevlucht     |                              |
| Missiespecialist 1 | Donald Thomas 2e ruimtevlucht    | Donald Thomas 2e ruimtevlucht    |                              |
| Missiespecialist 2 | Nancy Currie 2e ruimtevlucht     | Nancy Currie 2e ruimtevlucht     | Nancy Currie 2e ruimtevlucht |
| Missiespecialist 3 | Mary Weber 1e ruimtevlucht       | Mary Weber 1e ruimtevlucht       | Mary Weber 1e ruimtevlucht   |

## Media

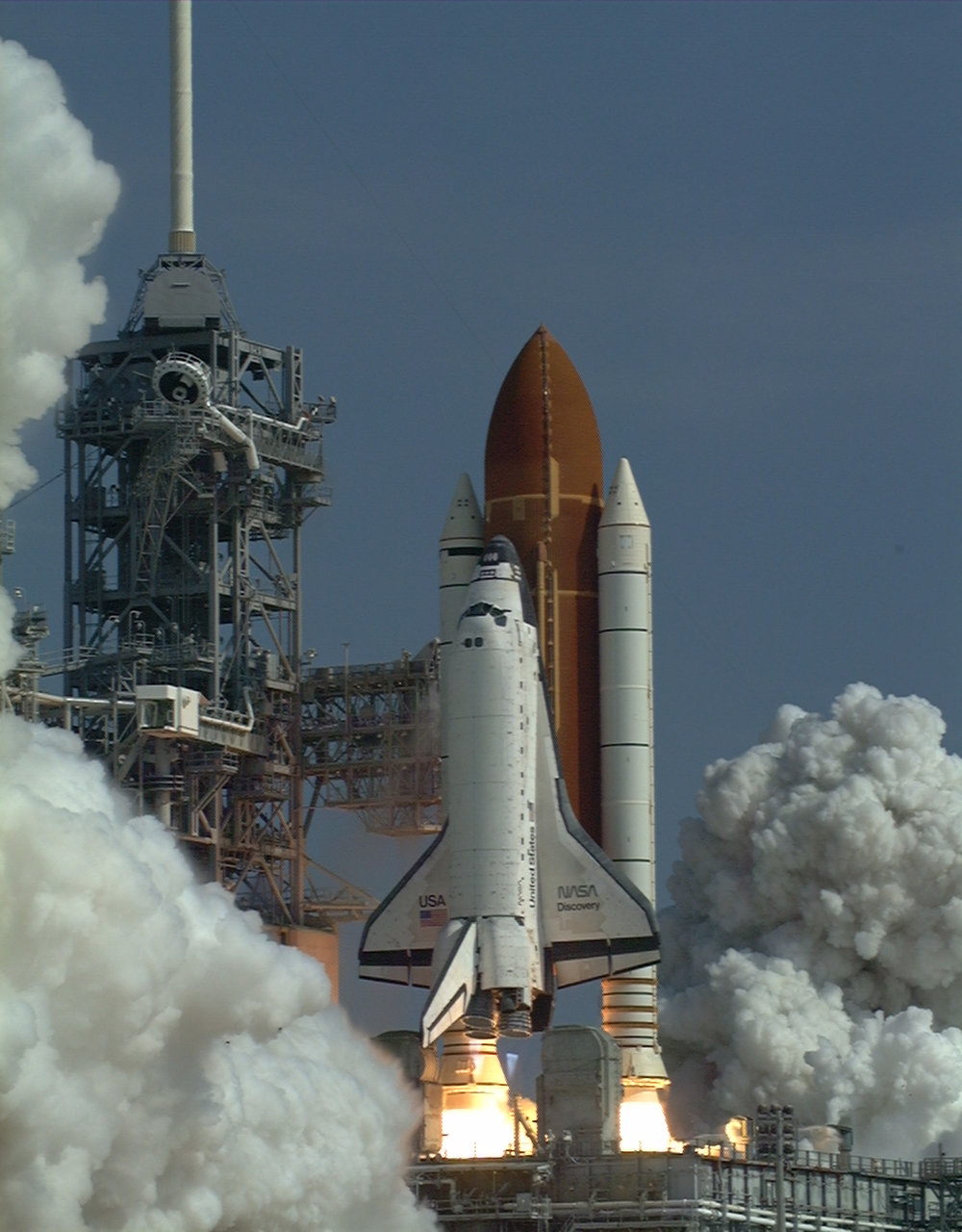
Lancering
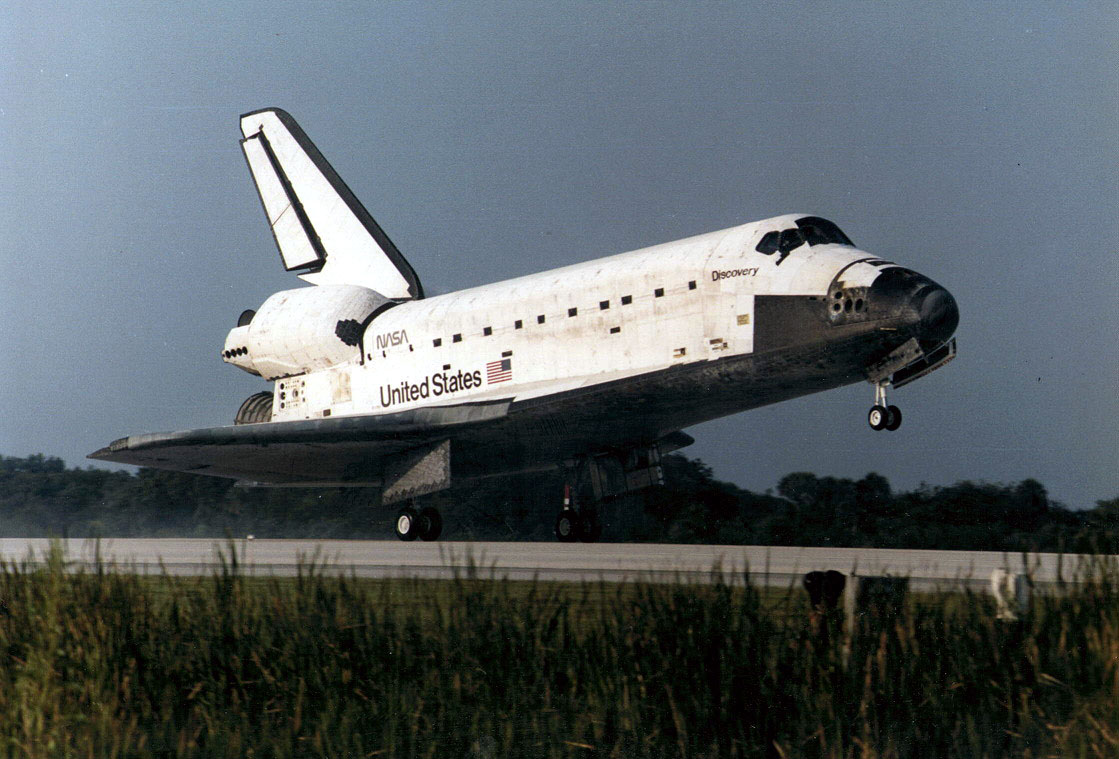
Landing
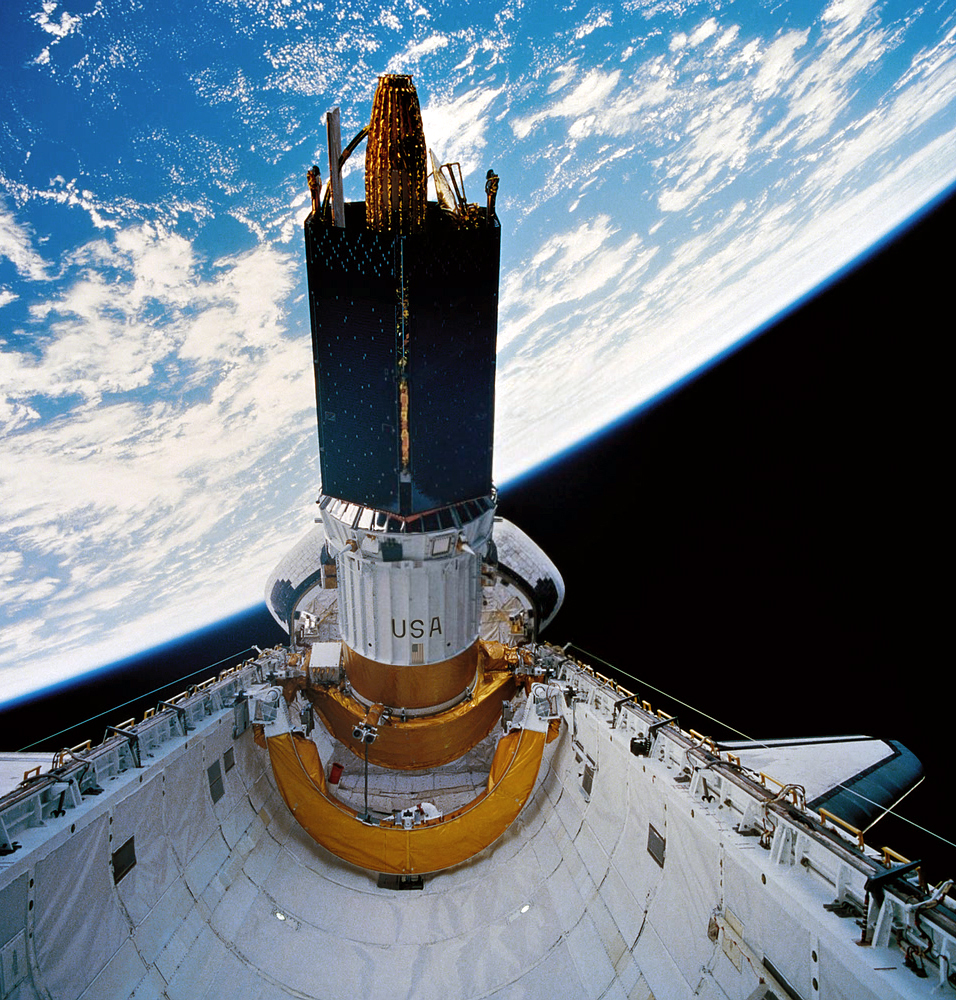
TDRS-G gekoppeld aan de Discovery